# PlayStation 3
PlayStation 3 (abbreviata con la sigla PS3) è una console da tavolo per videogiochi prodotta da Sony Interactive Entertainment. Dotata di varie funzioni multimediali, tra cui la possibilità di essere un lettore Blu-ray Disc ed anche avere la capacità di collegarsi senza cavi prima con la PlayStation Portable e dopo con la PlayStation Vita, oltre a quelle di intrattenimento videoludico con alte prestazioni grafiche.
La console è disponibile dall'11 novembre 2006 in Giappone, il 17 novembre 2006 nel Nord America e il 23 marzo 2007 in Europa, Medio Oriente, Australia, Asia, America Latina e Nordafrica.
PlayStation 3 è stata prodotta in tre versioni differenti: la prima versione (ribattezzata informalmente "Fat" dopo il lancio delle versioni meno voluminose), Slim e Super Slim.
Essa fa parte della settima generazione delle console e ha gareggiato commercialmente con Wii di Nintendo e Xbox 360 di Microsoft.

## Storia

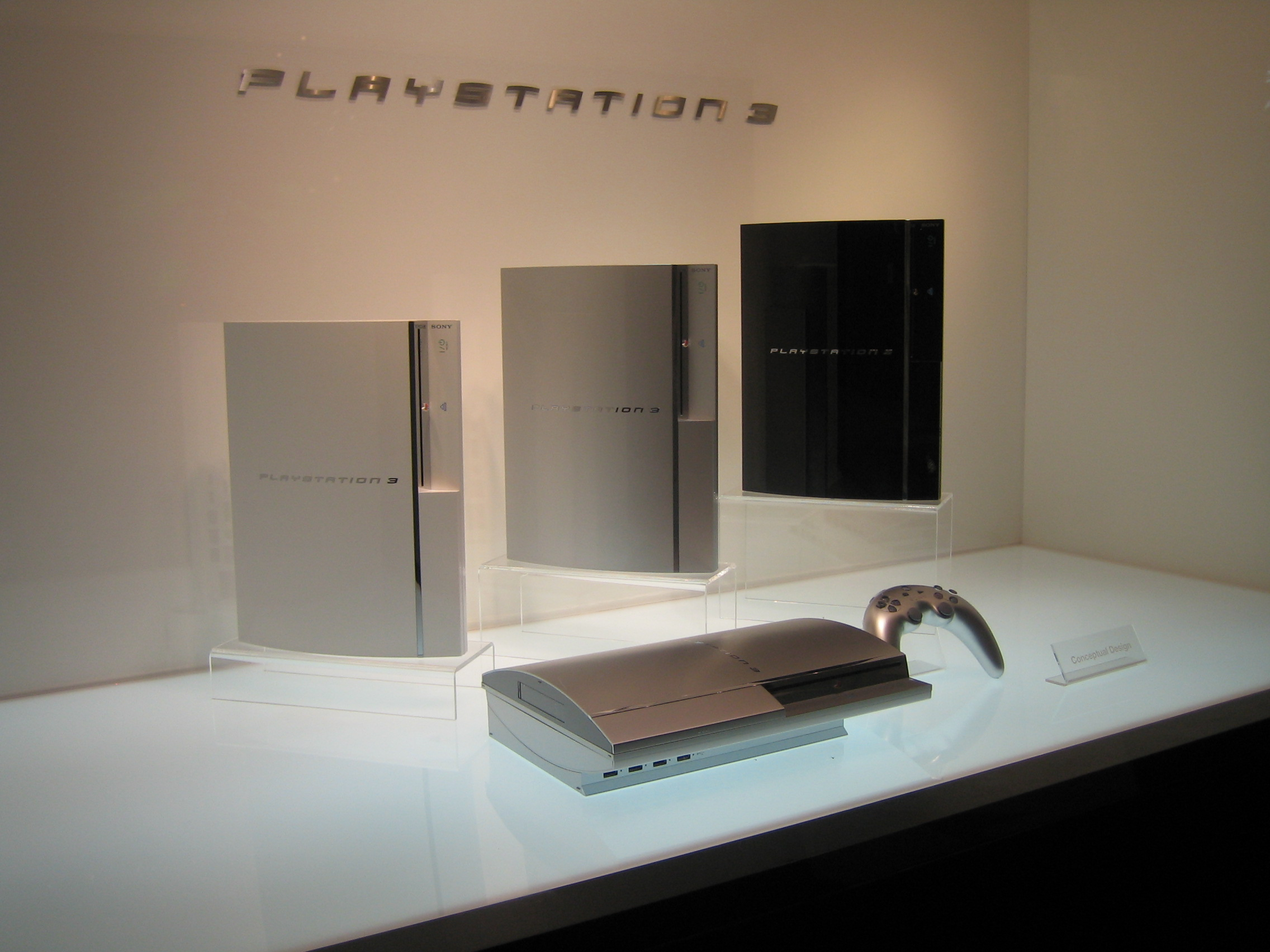
Prototipi di PS3 al Tokyo Game Show del 2005

### Prototipo iniziale

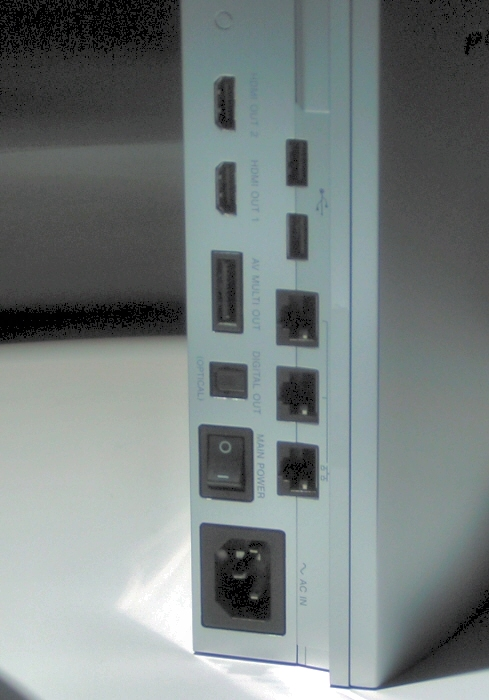
Porte presenti sul prototipo del 2005

Il prototipo iniziale doveva presentare un solo processore centrale che doveva fungere sia da CPU che da GPU, il CELL. Con l'uscita della Xbox 360 però Sony si accorse che il solo Cell non era in grado di eguagliare la rivale e quindi in fretta e furia strinse un accordo con NVIDIA per la creazione di una GPU da affiancare alla CPU, l'RSX (per questo motivo la console uscì con un anno di ritardo rispetto alla sua rivale).
All'E3 2005 venne mostrato il prototipo estetico della console (con le relative porte di ingresso e uscita) e del nuovo controller (soprannominato anche banana o boomerang) e le potenzialità della console furono dimostrate attraverso alcune tech demo.
La console aveva 2 porte d'uscita HDMI, 2 porte USB posteriore e 4 anteriori e 3 porte ethernet. Il joypad era invece molto differente dal precedente Dualshock, presentando una forma di boomerang, senza la funzione di vibrazione.
Durante il Tokyo Game Show dello stesso anno vennero mostrati altri video tra cui Formula 1 e Metal Gear Solid 4: Guns of the Patriots, mentre le prime prove giocabili avvennero durante l'E3 2006.

### Console finale
All'E3 2006, siccome il prototipo iniziale era troppo costoso da produrre, Sony mostrò la versione finale della console rimuovendo una porta HDMI, le due porte USB posteriori e due porte ethernet rispetto al prototipo del 2005.
I modelli finali sarebbero stati due, la 20 GB (inizialmente non doveva presentare la porta HDMI, aggiunta poi in seguito) al prezzo di 499$ e la 60 GB al prezzo di 599$.
Il controller a boomerang, dopo tutte le critiche negative ricevute, venne sostituito dal più tradizionale Sixaxis che aveva una forma molto simile al Dualshock 2 (ma anche questo modello non presentava la funzione di vibrazione).

### Lancio della console
Come già detto, la PlayStation 3 è stata lanciata in commercio l'11 novembre 2006 in Giappone, successivamente il 17 novembre dello stesso anno nel Nord America. In Europa inizialmente il lancio in commercio della console era previsto per lo stesso giorno del Nord America ma a settembre 2006, Sony annunciò il rinvio del lancio nel vecchio continente, a causa di un ritardo nella produzione di diodi del Blu-ray Disc. Oltre all'Europa anche i continenti con il dispositivo di visione PAL e SÉCAM ovvero Asia (escluso il Giappone), Nord Africa, Oceania e America Latina hanno avuto il lancio rimandato. In seguito la console è uscita in contemporanea in tutti i quattro continenti il 23 marzo 2007.
Le scarse vendite, sia in America che in Giappone, del modello da 20 GB spinsero Sony a non intraprenderne la commercializzazione in Europa e, successivamente, a sospenderne la produzione anche nel resto del mondo. Sempre per abbattere i costi di produzione, la 60 GB europea non fu dotata del chip Emotion Engine per la retrocompatibilità PS2, che venne sostituito da una retrocompatibilità software. Ciò fece sì che, mentre le console Americane e Giapponesi erano quasi totalmente compatibili con il catalogo PS2, quelle europee lo fossero solo con una piccola parte.

### Una console troppo cara da produrre
A causa del prezzo molto elevato (600$ per la 60 GB contro i 400$ per la Xbox 360 da 20 GB), Sony decise di dare un ulteriore taglio alle caratteristiche della console e lanciò il 10 ottobre 2007 la PS3 da 40 GB al prezzo di 399$, mentre lo Starter Pack con la console da 60 GB il prezzo passa da 599€ a 499€.
La versione da 40 GB ha quindi due porte USB anziché quattro ed è priva del lettore di schede di memoria. Questa console non è dotata di emulazione né software né hardware per i giochi della PlayStation 2 (resta invece la retrocompatibilità con i giochi della prima PlayStation) e non supporta i Super Audio CD. Il modello da 40 GB utilizza un processore centrale Cell prodotto con tecnologia a 65 nm, a differenza degli altri modelli che utilizzano processori costruiti con tecnologia a 90 nm, questa tecnologia di produzione ha portato una riduzione dei consumi da 200 Watt (380 Watt di picco) a 130 Watt.
Con questo modello la console passò dagli 840$ di produzione ai circa 400$ portando Sony a perdere un po' su ogni console venduta. Fino a giugno 2010 perdeva 18 dollari per ogni unità venduta.
La PS3 bianca è commercializzata anche nel Nord America e in Australia. Nel Nord America la distribuzione di questa versione ha portato a una riduzione di prezzo della versione da 80 GB che è scesa a 499$.
Nel gennaio 2008 la Sony ha annunciato la soppressione anche in Giappone dei modelli da 20 GB e da 60 GB lasciando in commercio unicamente il modello da 40GB.
All'inizio di febbraio 2008 Sony ha messo sul mercato un nuovo Starter Pack contenente una PlayStation 3 da 40 GB, 2 controller Sixaxis e i videogiochi Ratchet & Clank: Armi di distruzione e Uncharted: Drake's Fortune al prezzo di 499€.
Nei primi mesi del 2008 Sony ha dichiarato che renderà disponibile in Giappone un modello di colore grigio (che in seguito verrà esportato nel resto del mondo) e che, similmente, la versione bianca inizialmente disponibile solo in Giappone verrà messa in vendita.

### PS3 Slim

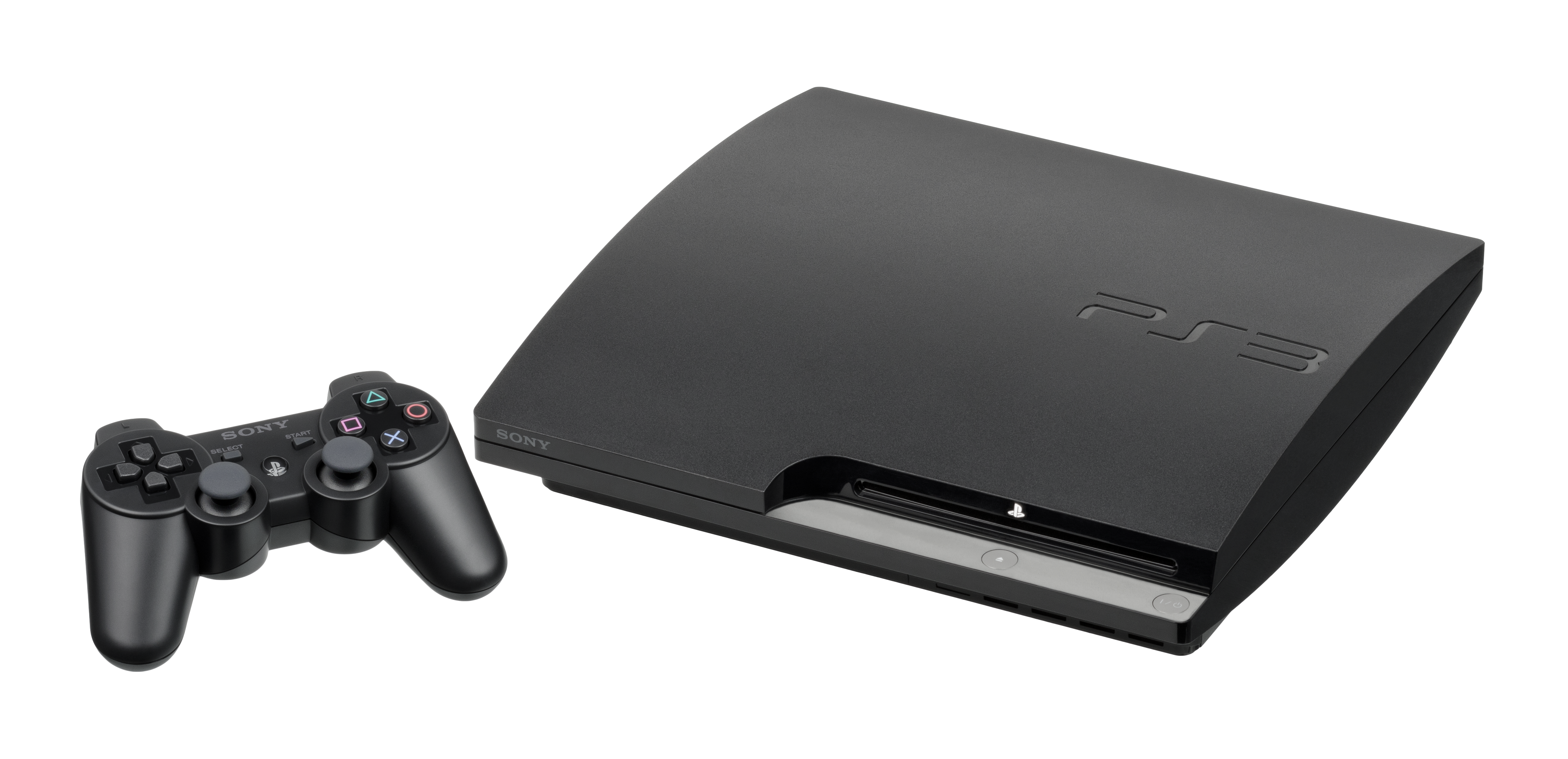
Versione Slim

Seguendo le indiscrezioni che volevano una versione Slim della PS3, Sony ha ufficialmente annunciato la PlayStation 3 Slim (il nome ufficiale rimane PlayStation 3) il 18 agosto 2009 durante la sua conferenza presso la Games Convention di Colonia. La console prevede un hard disk con taglio da 120 o 250 GB, una riduzione delle dimensioni del 33% rispetto all'originale, un alleggerimento del 36% e un consumo di corrente elettrica inferiore del 34% rispetto al modello precedente. La PlayStation 3 Slim prevede l'adozione di un nuovo design di colore nero opaco, con logo PS3 ridisegnato e altri piccoli particolari come per esempio lo spostamento del bay per l'estrazione dell'hard disk. Inoltre, il processore Cell equipaggiato da questa versione Slim, gode di un processo produttivo a 45 nanometri, a differenza dei 90/65 nm rispettivamente adoperati dal vecchio modello da 60 GB e dal modello 40 GB (oltre alle edizioni limitate della console, quali 80 e 160 GB). In questo modo, la durata della vita del processore Cell è molto più lunga e il processore stesso scalda di meno. A questo si aggiunse un'ulteriore riduzione dei costi di produzione con percentuali, secondo alcuni esperti, fino al 70%.
PS3 Slim include anche il supporto Bravia Sync che prevede il controllo console attraverso i televisori Bravia compatibili. Il prezzo di lancio della PS3 Slim è pari a $299/€299/£249/¥29980 ed entra in commercio il 1º settembre 2009 in Nord America ed Europa e il 3 settembre in Giappone e Nuova Zelanda.
Tra le nuove limitazioni introdotte si segnala l'impossibilità dell'installazione del sistema operativo Linux, possibile sul modello originale inizialmente fino all'aggiornamento firmware 3.21. La versione da 250 GB entra in commercio il 1º ottobre 2009 con il gioco FIFA 10 al prezzo di 349,99€, nel corso del tempo ci sono vari Starter Pack di PS3 Slim. La più recente (fine 2010) include la PS3 + PlayStation Move + PlayStation Eye + Blu-ray con le demo per il Move.
Dal 16 agosto 2011 PS3 è disponibile a $249/€249/£199 nella sua versione base (160 GB), e tutte le versioni bundle (320 GB) riducono il loro prezzo rispettivamente di $50/€50/£50.
A novembre 2011 arriva anche in Europa la versione bianca (Classic White) della console con HDD da 320 GB (prezzo bundle), più due controller DualShock 3 anch'essi totalmente bianchi, per un periodo abbinata anche a un Blu-ray Disc e successivamente a un gioco (il bundle è in esclusiva GameStop).
In Italia è in vendita, sempre da novembre 2011, un bundle con la versione argento (Satin Silver), in esclusiva temporale per MediaWorld (console + due DualShock 3 Silver, prezzo bundle).
Dall'aprile 2012 è disponibile un bundle contenente una PS3 rossa con HDD 320 GB e due controller, anch'essi rossi, al prezzo standard di 299 euro.

### PS3 Super Slim

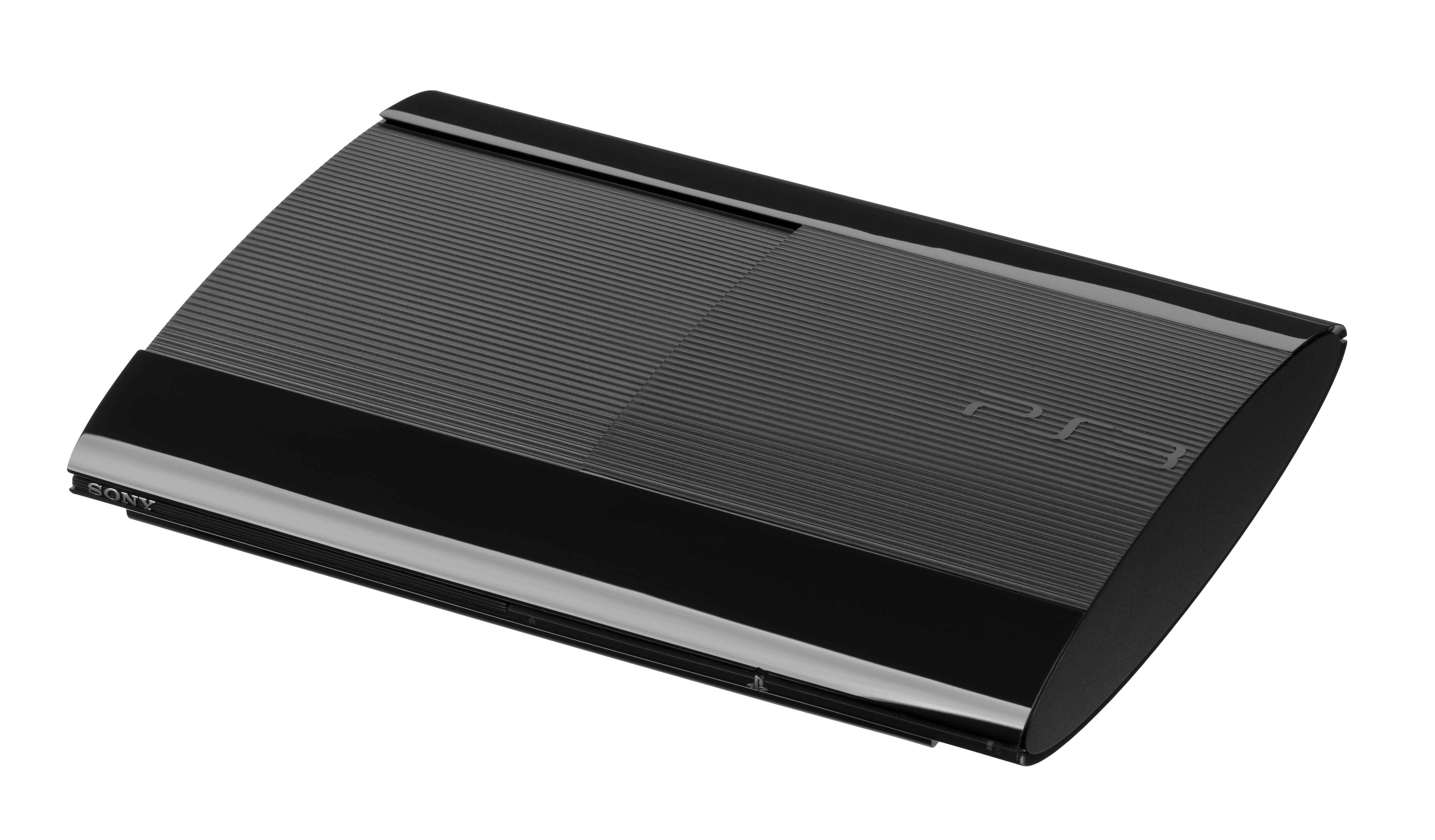
Versione Super Slim

Il 19 settembre 2012 viene presentato al Tokyo Game Show un nuovo modello ridisegnato di PlayStation 3 con le stesse connessioni e funzioni, ma più piccolo e leggero del 25% della precedente Slim, con caricamento dischi manuale posto sulla parte superiore della console (il carrello superiore scorre da destra verso sinistra) e con un processo produttivo di 40 nm per il Cell e di 28 nm per RSX.
La console mantiene il nome ufficiale PlayStation 3, ma viene comunemente indicata come PlayStation 3 Super Slim. Questa versione viene venduta dal 28 settembre 2012 con hard disk di dimensioni diverse a seconda del territorio: in USA e Giappone un modello da 500 GB e uno da 250 GB; in Europa e Australia un modello da 500 GB e uno con una memoria flash da 12 GB (espandibile aggiungendo un hard disk interno venduto a parte). I prezzi indicati da Sony per l'Europa sono 149,99€ per il modello da 12 GB e 239,99€ per quello da 500 GB.
A marzo 2017, dopo 5 anni di attività, Sony annuncia che la console sarebbe presto uscita fuori produzione.
Differenze tra i modelli della PS3
Le console PlayStation 3 sono state rilasciate in diverse versioni nel corso degli anni, ciascuna con caratteristiche e design leggermente diversi. Le principali differenze tra le versioni PS3 "Fat", Slim e Super Slim riguardano principalmente l'aspetto estetico, le dimensioni, le caratteristiche hardware e alcune funzionalità. Ecco una panoramica delle differenze principali:
1. PS3 "Fat":
  - È stata la prima versione della console rilasciata nel 2006.
  - Presenta un design più grande e pesante rispetto ai modelli successivi.
  - Ha una maggiore varietà di porte di connessione, inclusi più slot per schede di memoria flash (disponibili solo nei modelli da 60 GB CECHCxx e CECHCxxA).
  - I modelli JAP e NTSC hanno la retrocompatibilità hardware con i giochi PlayStation 2, mentre i modelli PAL la supportano tramite retrocompatibilità software.
  - La PS3 "Fat" è stata soggetta a problemi di surriscaldamento iniziali a causa dell'elevato calore sviluppato dai suoi componenti.
2. PS3 Slim:
  - È stata rilasciata nel 2009 come versione più sottile e leggera della console.
  - Ha un design più compatto rispetto al modello "Fat".
  - Ha il logo completamente ridisegnato (da PlayStation 3 a PS3).
  - Consuma meno energia e genera meno calore rispetto alla PS3 "Fat".
  - Ha una riduzione delle porte di connessione rispetto al modello "Fat", ma mantiene le funzionalità principali.
  - Non ha retrocompatibilità hardware con i giochi PlayStation 2.
3. PS3 Super Slim:
  - È stata introdotta nel 2012 come ulteriore revisione del design.
  - È ancora più sottile e leggera rispetto alla versione Slim.
  - Ha un caricatore a slot top-loading per i dischi, diverso dai modelli precedenti che avevano un caricatore a slot frontale.
  - Ha lo stesso numero di porte di connessione della Slim.
  - Non ha retrocompatibilità hardware con i giochi PlayStation 2.

## Funzioni

### Console per videogiochi

La schermata XMB

La PlayStation 3 offriva una grafica di nuova generazione con il suo sistema che riesce a riprodurre al meglio i dettagli grafici e grazie al processore centrale Cell e alla GPU Nvidia RSX. I dischi Blu-ray, sui quali viene distribuita la maggior parte dei giochi, permettono di memorizzare una grande quantità di contenuti multimediali, a scapito di una ridotta velocità di trasferimento che rende obbligatoria in alcuni titoli in commercio l'installazione su disco rigido di una parte dei dati.
La PlayStation 3 supporta l'alta definizione, gestendo risoluzioni Full HD fino a 1080p. I giochi per PlayStation 3 sono tipicamente progettati per sfruttare di base l'alta definizione (di solito alla risoluzione 720p), infatti ci sono pochi giochi compatibili con il Full HD, mentre i giochi per PlayStation e PlayStation 2 (i secondi compatibili solo con alcune versioni della console) vengono riadattati alla risoluzione superiore tramite un processo chiamato upscaling. 

### Centro multimediale
La PlayStation 3 è una console multimediale: come lettore Blu-ray Disc Profile 2.0 consente di guardare film in alta definizione fino a 1080p su un televisore Full HD. La console legge anche CD-ROM, Super Audio CD e DVD-ROM.
Sul disco rigido è possibile immagazzinare file musicali, fotografie digitali, film e video in genere. Dal dicembre 2007 tramite l'aggiornamento firmware 2.10 la console gestisce anche i filmati DiVX e VC-1.
Si possono immagazzinare su disco rigido anche i dati contenuti nella memoria della PlayStation Portable o di una pendrive previo collegamento tramite USB.

## Caratteristiche software

### Aggiornamenti
La PlayStation 3 dispone di un sistema di aggiornamento del sistema operativo (firmware), che consente la risoluzione di problemi legati a eventuali falle di sicurezza e la possibilità di aggiungere periodicamente alla console nuove funzioni, di scaricare salvataggi da Internet, di estendere la retrocompatibilità della console con un numero sempre più alto di videogiochi per PlayStation One e PlayStation 2, ecc. Gli aggiornamenti possono essere scaricati direttamente dalla console (avendo a disposizione una connessione a Internet) o mediante l'ausilio di un computer per poi essere inseriti nella console attraverso un supporto di memorizzazione (penna o hard disk esterno USB).

### DLNA
Dal 17 maggio 2007 la PlayStation 3 è certificata DLNA. Questo le permette di utilizzare la propria rete di casa, sia cablata sia wireless, condividendo contenuti digitali come foto, video e musica.

### PlayStation Network
Il PlayStation Network è un servizio gratuito di community e supporto online per le console PlayStation 3, PlayStation 4, PlayStation Portable, PlayStation Vita e PlayStation 5; inoltre il servizio offre una vasta quantità di film da noleggiare o comprare. Nel marzo 2021 Sony ha annunciato il termine del servizio di vendita di contenuto digitale per alcune sue piattaforme più vecchie, tra cui PlayStation 3: la chiusura del negozio virtuale è programmata per il 2 luglio 2021 ma l'azienda ha assicurato che, nonostante dopo tale data non sarà più possibile acquistare nuovi giochi o espansioni né attivare qualsiasi tipo di contenuto videoludico, rimarrà per gli utenti la possibilità di riscaricare e utilizzare il software precedentemente acquistato e presente nella propria raccolta digitale. Il 20 aprile 2021, in seguito alle lamentele da parte dell'utenza, Sony ha fatto marcia indietro, dichiarando che il negozio digitale non chiuderà mai per PS3 e PS Vita, garantendo ai possessori di queste console l'utilizzo dei servizi di acquisto virtuali tranne quella della PSP che ha chiuso il 2 luglio 2021.

### Retrocompatibilità
Le versioni della console provviste di hard disk da 20, 60 e 160 GB NTSC sono retrocompatibili con la maggior parte dei giochi delle precedenti PlayStation e PlayStation 2; la retrocompatibilità è ottenuta tramite emulazione hardware o software, a seconda del modello.
L'emulazione hardware garantisce una compatibilità quasi totale ma incrementa i costi di produzione della console, mentre l'emulazione software è meno onerosa per Sony ma non fornisce una compatibilità completa con i giochi.
Inizialmente la versione nord americana e quella giapponese erano dotate di emulazione hardware, poi soppressa, mentre le versioni europee sono sempre e solo state fornite di emulazione software. Il software di emulazione al momento del lancio nel mercato europeo garantiva una compatibilità con circa il 75% dei giochi distribuiti in Europa per la PlayStation 2. Dei 2451 videogiochi distribuiti Sony garantiva la compatibilità con 1782 di questi sebbene alcuni soffrissero di problemi sporadici. Sony ha affermato che i suoi tecnici erano al lavoro per migliorare l'emulazione ma che questo non era il suo obiettivo primario dato che la società preferiva sviluppare contenuti inediti per la nuova console piuttosto che dedicare ingenti risorse al raggiungimento di una completa retrocompatibilità.
La versione da 40 GB non è stata dotata di emulazione hardware né software dei giochi per PS2, decisione presa da Sony al fine di ridurre i costi di produzione della stessa e di conseguenza abbassare il prezzo di vendita al pubblico. Tuttavia è rimasta la retrocompatiblità con la maggior parte dei giochi della prima PlayStation. All'E3 2008, Sony ha annunciato che in Europa a partire dal 27 agosto 2008 sarebbe stata messa in vendita la versione della console dotata di disco rigido da 80 GB, mentre il modello contenente il disco da 40 GB sarebbe rimasto in vendita fino a esaurimento scorte come accaduto per il modello da 60 GB. La versione europea da 80 GB, rispetto a quella americana uscita ad agosto 2007 non è dotata di emulazione e come il 40 GB non sarà compatibile con i vecchi titoli per PS2. In seguito anche in America è stata distribuita la versione con hard disk da 80 GB senza emulazione dei giochi per PlayStation 2. Su console modificate è possibile usare una versione leggermente modificata dell'emulatore "PS2 Classics Emulator", lo stesso usato dai PS2 classics nel PlayStation Store. Il suddetto funziona solo con giochi in formato digitale e manca il supporto alle funzionalità di rete.
La PlayStation 3, dato che non dispone di porte per l'inserimento di Memory card Playstation, permette di emulare anch'esse con la creazione di Memory card interne, sebbene non disponga di retrocompatibilità. Inoltre consente, tramite l'uso di appositi adattatori, di trasferire i dati delle Memory card Playstation nelle Memory card interne create sull'hard disk della console.

### Trofei
La PlayStation 3 dispone di una voce Bacheca dei trofei (introdotta dal firmware 2.40, distribuito il 2 luglio 2008) che riassume gli obiettivi specifici raggiunti per ogni gioco che ne supporti la funzione. Permette anche di confrontare i trofei con gli amici e condividere i propri trofei su Facebook.
I trofei si suddividono in 4 categorie, elencate in ordine crescente di difficoltà:
- Bronzo (15 punti)
- Argento (30 punti)
- Oro (90 punti)
- Platino (180 punti)

Il trofeo di platino in ogni videogioco è uno solo e si ottiene, sempre e comunque, dopo aver raccolto tutti gli altri trofei (salvo quelli aggiuntivi, contrassegnati con un "+" in alto a sinistra dell'icona del trofeo).

## Caratteristiche hardware e accessori

### Lettore schede di memoria
Può leggere le schede di memoria di fotocamere digitali, palmari, cellulari, le schede di memoria della PlayStation Portable e di qualsiasi sistema che supporti MultiMediaCard, schede SD, CompactFlash o Memory Stick. Questa funzione è utile soprattutto se si considera il fatto che non è necessario collegare dispositivi esterni tramite cavo USB.
È presente solamente nelle prime due generazioni della console (tranne la CECHB0x)

### PlayStation Portable
La PlayStation 3 può connettersi via wireless o via USB con la PlayStation Portable, in modo da poter visualizzare il contenuto dell'hard disk sul piccolo schermo della PSP e viceversa. La PlayStation 3 viene utilizzata anche per trasferire sulla memory stick della PSP i contenuti scaricati tramite PS3 dal PlayStation Store, quali vecchi classici della prima PlayStation e altri prodotti destinati esclusivamente alla PlayStation Portable.

### Diverse versioni
La console è stata venduta in 19 modelli differenziati in 5 generazioni di console:
Prima generazione:
La prima release della Playstation 3, questa versione è uscita solamente per il mercato NTSC e non ha mai raggiunto l'Europa. È la console più completa di tutte quelle uscite come funzionalità, ma a discapito di un alto consumo e a una alta fragilità (YLOD). Presenta lettore bluray di prima generazione (con una sola lente), compatibilità completa con PS2 (EE+GS), lettore di schede di memoria, supporto ai CD audio SACD e 4 porte USB frontali.
Uscita in due versioni con HDD da 20 (CECHB) e 60 GB (CECHA).
La CECHB, a differenza della CECHA, non ha l'ingresso HDMI, il modulo WIFI e il lettore di memorie.
Seconda generazione:
Prima release a raggiungere l'Europa, sostanzialmente uguale alla prima generazione tranne per un diverso emulatore PS2 che la rende meno compatibile rispetto alla prima generazione (assenza del chip Emotion Engine).Nel mercato PAL è uscita la CECHC con hard disk da 60 GB, mentre nel mercato NTSC è uscita la CECHE con hard disk da 80 GB.
Terza generazione:
Terza e ultima generazione della edizione "Fat", presenta grandi cambiamenti rispetto alla generazione precedente:
- Rimozione supporto ai CD audio SACD.
- Rimozione lettore di memorie.
- Rimozione totale retrocompatibilità PS2.
- Diminuzione porte USB frontali da 4 a 2.
- Hard disk meno capiente da 40 GB (ma successivamente vengono lanciate versioni con 80 e 160 GB).
- Logo PlayStation 3 non più in rilievo, ma stampato.

Dal lato componenti interni, il processo produttivo del CELL passa da 90 a 65 nm abbassando i consumi da 200 W a 160 W con la CECHG e CECHH, mentre con il rilascio un anno più tardi con la CECHJ anche il chip grafico RSX passa da 90 a 65 nm abbassando ulteriormente il consumo a 130 W.
Dalla versione CECHJ in poi il lettore avrà due lenti invece di una sola; una lente per i soli dischi bluray, mentre l'altra per i dischi CD e DVD; il caricamento dei dischi sarà rotatorio e non più dritto.
Quarta generazione:
Redesign completo della console, cambia completamente esteticamente: 
- Cambio logo da PLAYSTATION 3 (con font di Spiderman) al logo PS3.
- La console non è più nera lucida, ma nera opaca.
- Non usa più tasti touch, ma tasti a pressione.
- Non può essere posizionata verticalmente (in maniera ufficiale), ma solo orizzontalmente.
- Rimozione pulsante posteriore di spegnimento (120/220 V)

A livello di funzionalità perde il supporto alla funzione Other OS (funzione che poi viene disabilitata anche nelle generazioni precedenti con il FW 3.21). Come nella precedente generazione, anche qui si hanno due tagli di memoria 120 GB(A)/250 GB(B) e poi successivamente 160 GB(A)/320 GB(B). Dal lato componenti interni, il processo produttivo del CELL passa da 65 a 45 nm abbassando i consumi da 130 W a 100 W con la CECH200x, mentre con il rilascio un anno più tardi con la CECH210x anche il chip grafico RSX passa da 65 a 40 nm abbassando ulteriormente il consumo a 80 W, consentendo in tal modo di essere più silenziosa rispetto alle generazioni passate.
Dal modello CECH-2100 tutte le PlayStation 3 sono dotate di uscita HDMI 1.4, che garantisce una qualità video identica a quelle dei modelli dotati della versione 1.3, ma fornisce alla console le funzioni 3D senza bisogno dell'emulazione da parte del sistema operativo. Con la CECH300x (ultima revisione per la versione Slim) c'è stato un ulteriore miglioramento sui consumi e alcune rimozioni minori (rimozione led attività WIFI e retroilluminazione tasti frontali).
Quinta generazione:
Ultima generazione di Playstation 3, detta Super Slim, è puntata molto al risparmio rispetto alle generazioni precedenti.
La console presenta un nuovo design estetico differente rispetto alla generazione precedente, rimane invariato il logo e sulla parte superiore ritorna il rivestimento lucido sulle bande laterali della console.
Questa versione può essere usata verticalmente (con il supporto ufficiale venduto a parte) rispetto alla generazione passata.
La console perde il lettore con caricamento automatico dei dischi, per uno con apertura manuale dall'alto.
Nelle sole regioni PAL, oltre alla classica versione con HDD (che ora sarà da 500 GB), viene presentato un modello base con 12 GB di memoria flash pensato principalmente per chi usa poco la console e che la usa come lettore bluray e per i giochi da disco (non scaricati dal PSN); mentre nel resto del mondo è stata commercializzata una versione con classico HDD da 250 GB. Sul lato componenti c'è stato un ulteriore abbassamento del processo produttivo sia del CELL che del chip RSX passando rispettivamente a 32 nm e 28 nm con un consumo medio di 70 watt.

### Tabella riassuntiva
|                                 | Prima Generazione   | Prima Generazione   | Seconda Generazione | Seconda Generazione | Terza Generazione            | Terza Generazione    | Terza Generazione    | Terza Generazione    | Terza Generazione    | Quarta Generazione   | Quarta Generazione         | Quarta Generazione         | Quarta Generazione         | Quarta Generazione         | Quarta Generazione   | Quarta Generazione         | Quarta Generazione         | Quinta Generazione       | Quinta Generazione       | Quinta Generazione           |
| Versione                        | FAT CECHA0x         | FAT CECHB0x         | FAT CECHC0x         | FAT CECHE0x         | FAT CECHG0x CECHH0x          | FAT CECHJ0x          | FAT CECHK0x CECHL0x  | FAT CECHP0x          | FAT CECHQ00          | Slim CECH-200xA      | Slim CECH-200xB            | Slim CECH-210xA            | Slim CECH-210xB            | Slim CECH-250xA            | Slim CECH-250xB      | Slim CECH-300xA            | Slim CECH-300xB            | Super Slim CECH-400xA    | Super Slim CECH-400xB    | Super Slim CECH-400xC        |
| Archiviazione                   | HDD 60 GB           | HDD 20 GB           | HDD 60 GB           | HDD 80 GB           | HDD 40 GB                    | HDD 40 GB            | HDD 80 GB            | HDD 160 GB           | HDD 160 GB           | HDD 120 GB           | HDD 250 GB                 | HDD 120 GB                 | HDD 250 GB                 | HDD 160 GB                 | HDD 320 GB           | HDD 160 GB                 | HDD 320 GB                 | Memoria flash 12 GB      | HDD 250 GB               | HDD 500 GB                   |
| Regione                         | NTSC                | NTSC                | PAL                 | NTSC                | NTSC PAL                     | NTSC PAL             | NTSC PAL             | NTSC PAL             | NTSC                 | NTSC PAL             | NTSC PAL                   | NTSC PAL                   | NTSC PAL                   | NTSC PAL                   | NTSC PAL             | NTSC PAL                   | NTSC PAL                   | PAL                      | NTSC                     | NTSC PAL                     |
| ------------------------------- | ------------------- | ------------------- | ------------------- | ------------------- | ---------------------------- | -------------------- | -------------------- | -------------------- | -------------------- | -------------------- | -------------------------- | -------------------------- | -------------------------- | -------------------------- | -------------------- | -------------------------- | -------------------------- | ------------------------ | ------------------------ | ---------------------------- |
| Lettore Blu-ray                 | Sì                  | Sì                  | Sì                  | Sì                  | Sì                           | Sì                   | Sì                   | Sì                   | Sì                   | Sì                   | Sì                         | Sì                         | Sì                         | Sì                         | Sì                   | Sì                         | Sì                         | Sì                       | Sì                       | Sì                           |
| Porte USB 2.0                   | 4                   | 4                   | 4                   | 4                   | 2                            | 2                    | 2                    | 2                    | 2                    | 2                    | 2                          | 2                          | 2                          | 2                          | 2                    | 2                          | 2                          | 2                        | 2                        | 2                            |
| HDMI v1.4                       | No (emulata)        | No (emulata)        | No (emulata)        | No (emulata)        | No (emulata)                 | No (emulata)         | No (emulata)         | No (emulata)         | No (emulata)         | No (emulata)         | No (emulata)               | Sì                         | Sì                         | Sì                         | Sì                   | Sì                         | Sì                         | Sì                       | Sì                       | Sì                           |
| Uscita AV analogica             | Sì                  | Sì                  | Sì                  | Sì                  | Sì                           | Sì                   | Sì                   | Sì                   | Sì                   | Sì                   | Sì                         | Sì                         | Sì                         | Sì                         | Sì                   | Sì                         | Sì                         | Sì                       | Sì                       | Sì                           |
| Uscita ottica digitale          | Sì                  | Sì                  | Sì                  | Sì                  | Sì                           | Sì                   | Sì                   | Sì                   | Sì                   | Sì                   | Sì                         | Sì                         | Sì                         | Sì                         | Sì                   | Sì                         | Sì                         | Sì                       | Sì                       | Sì                           |
| 1000BASE-T ethernet             | Sì                  | Sì                  | Sì                  | Sì                  | Sì                           | Sì                   | Sì                   | Sì                   | Sì                   | Sì                   | Sì                         | Sì                         | Sì                         | Sì                         | Sì                   | Sì                         | Sì                         | Sì                       | Sì                       | Sì                           |
| IEEE 802.11 b/g Wi-Fi           | Sì                  | No                  | Sì                  | Sì                  | Sì                           | Sì                   | Sì                   | Sì                   | Sì                   | Sì                   | Sì                         | Sì                         | Sì                         | Sì                         | Sì                   | Sì                         | Sì                         | Sì                       | Sì                       | Sì                           |
| Lettore Flash card              | Sì                  | No                  | Sì                  | Sì                  | No                           | No                   | No                   | No                   | No                   | No                   | No                         | No                         | No                         | No                         | No                   | No                         | No                         | No                       | No                       | No                           |
| Supporto SACD                   | Sì                  | Sì                  | Sì                  | Sì                  | No                           | No                   | No                   | No                   | No                   | No                   | No                         | No                         | No                         | No                         | No                   | No                         | No                         | No                       | No                       | No                           |
| Retrocompatibilità PS1          | Sì                  | Sì                  | Sì                  | Sì                  | Sì                           | Sì                   | Sì                   | Sì                   | Sì                   | Sì                   | Sì                         | Sì                         | Sì                         | Sì                         | Sì                   | Sì                         | Sì                         | Sì                       | Sì                       | Sì                           |
| Retrocompatibilità PS2          | Sì Completa (EE+GS) | Sì Completa (EE+GS) | Sì Parziale (GS)    | Sì Parziale (GS)    | No                           | No                   | No                   | No                   | No                   | No                   | No                         | No                         | No                         | No                         | No                   | No                         | No                         | No                       | No                       | No                           |
| Other OS                        | Sì                  | Sì                  | Sì                  | Sì                  | Sì                           | Sì                   | Sì                   | Sì                   | Sì                   | No                   | No                         | No                         | No                         | No                         | No                   | No                         | No                         | No                       | No                       | No                           |
| Pulsante spegnimento posteriore | Sì                  | Sì                  | Sì                  | Sì                  | Sì                           | Sì                   | Sì                   | Sì                   | Sì                   | No                   | No                         | No                         | No                         | No                         | No                   | No                         | No                         | No                       | No                       | No                           |
| Copertura lucida                | Sì                  | Sì                  | Sì                  | Sì                  | Sì                           | Sì                   | Sì                   | Sì                   | Sì                   | No                   | No                         | No                         | No                         | No                         | No                   | No                         | No                         | Sì (Solo fasce laterali) | Sì (Solo fasce laterali) | Sì (Solo fasce laterali)     |
| Logo PS3 in rilievo             | Sì                  | Sì                  | Sì                  | Sì                  | No                           | No                   | No                   | No                   | No                   | Sì                   | Sì                         | Sì                         | Sì                         | Sì                         | Sì                   | Sì                         | Sì                         | Sì                       | Sì                       | Sì                           |
| Logo PS girevole                | Sì                  | Sì                  | Sì                  | Sì                  | Sì                           | Sì                   | Sì                   | Sì                   | Sì                   | No                   | No                         | No                         | No                         | No                         | No                   | No                         | No                         | No                       | No                       | No                           |
| Led attività HDD                | Sì                  | Sì                  | Sì                  | Sì                  | Sì                           | Sì                   | Sì                   | Sì                   | Sì                   | Sì                   | Sì                         | Sì                         | Sì                         | Sì                         | Sì                   | Sì                         | Sì                         | No                       | Sì                       | Sì                           |
| Led attività Wi-Fi              | Sì                  | Sì                  | Sì                  | Sì                  | Sì                           | Sì                   | Sì                   | Sì                   | Sì                   | Sì                   | Sì                         | Sì                         | Sì                         | Sì                         | Sì                   | No                         | No                         | No                       | No                       | No                           |
| Led presenza disco              | Sì                  | Sì                  | Sì                  | Sì                  | Sì                           | Sì                   | Sì                   | Sì                   | Sì                   | Sì                   | Sì                         | Sì                         | Sì                         | Sì                         | Sì                   | No                         | No                         | No                       | No                       | No                           |
| Tasti frontali retroilluminati  | No                  | No                  | No                  | No                  | No                           | No                   | No                   | No                   | No                   | Sì                   | Sì                         | Sì                         | Sì                         | Sì                         | Sì                   | No                         | No                         | No                       | No                       | No                           |
| Tipo tasti frontali             | Touch               | Touch               | Touch               | Touch               | Touch                        | Touch                | Touch                | Touch                | Touch                | Pressione            | Pressione                  | Pressione                  | Pressione                  | Pressione                  | Pressione            | Pressione                  | Pressione                  | Pressione                | Pressione                | Pressione                    |
| Tipo caricamento dischi         | Automatico dritto   | Automatico dritto   | Automatico dritto   | Automatico dritto   | Automatico dritto/ rotatorio | Automatico rotatorio | Automatico rotatorio | Automatico rotatorio | Automatico rotatorio | Automatico rotatorio | Automatico rotatorio       | Automatico rotatorio       | Automatico rotatorio       | Automatico rotatorio       | Automatico rotatorio | Automatico rotatorio       | Automatico rotatorio       | Manuale dall'alto        | Manuale dall'alto        | Manuale dall'alto            |
| Processo produttivo Cell        | 90 nm               | 90 nm               | 90 nm               | 90 nm               | 65 nm                        | 65 nm                | 65 nm                | 65 nm                | 65 nm                | 45 nm                | 45 nm                      | 45 nm                      | 45 nm                      | 45 nm                      | 45 nm                | 45 nm                      | 45 nm                      | 32 nm                    | 32 nm                    | 32 nm                        |
| Processo produttivo GPU         | 90 nm               | 90 nm               | 90 nm               | 90 nm               | 90 nm                        | 65 nm                | 65 nm                | 65 nm                | 65 nm                | 65 nm                | 65 nm                      | 40 nm                      | 40 nm                      | 40 nm                      | 40 nm                | 40 nm                      | 40 nm                      | 28 nm                    | 28 nm                    | 28 nm                        |
| Consumo medio della console     | 200 Watt            | 200 Watt            | 200 Watt            | 200 Watt            | 160 Watt                     | 135 Watt             | 135 Watt             | 135 Watt             | 135 Watt             | 100 Watt             | 100 Watt                   | 80 Watt                    | 80 Watt                    | 75 Watt                    | 75 Watt              | 75 Watt                    | 75 Watt                    | 70 Watt                  | 70 Watt                  | 70 Watt                      |
| Distribuzione                   | Nov 2006            | Nov 2006            | Mar 2007            | Ago 2007            | Ott 2007 Nov 2007            | Ago 2008             | Ago 2008 Ott 2008    | Ott 2008 Nov 2008    | Nov 2008             | Sett 2009            | Mag 2010 Mag 2010 Mag 2010 | Lug 2010 Lug 2010 Ago 2010 | Lug 2010 Ago 2010 Ott 2010 | Lug 2010 Ago 2010 Ott 2010 | Lug 2010 Sett 2010   | Giu 2011 Lug 2011 Ago 2011 | Giu 2011 Lug 2011 Ago 2011 | Ott 2012                 | Ott 2012 Sett 2012       | Ott 2012 Sett 2012 Sett 2012 |

### Accessori
Sono disponibili:

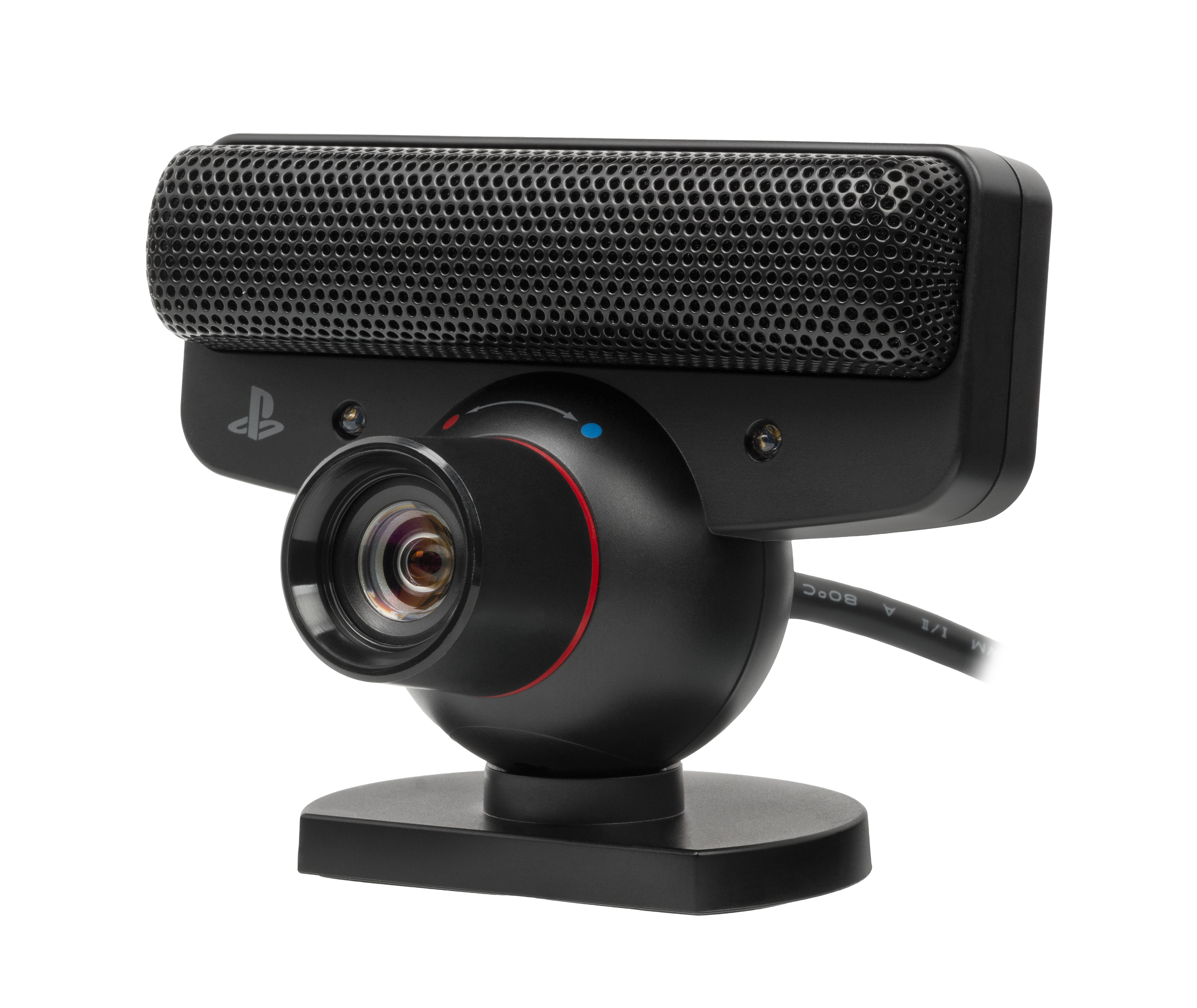
PlayStation Eye

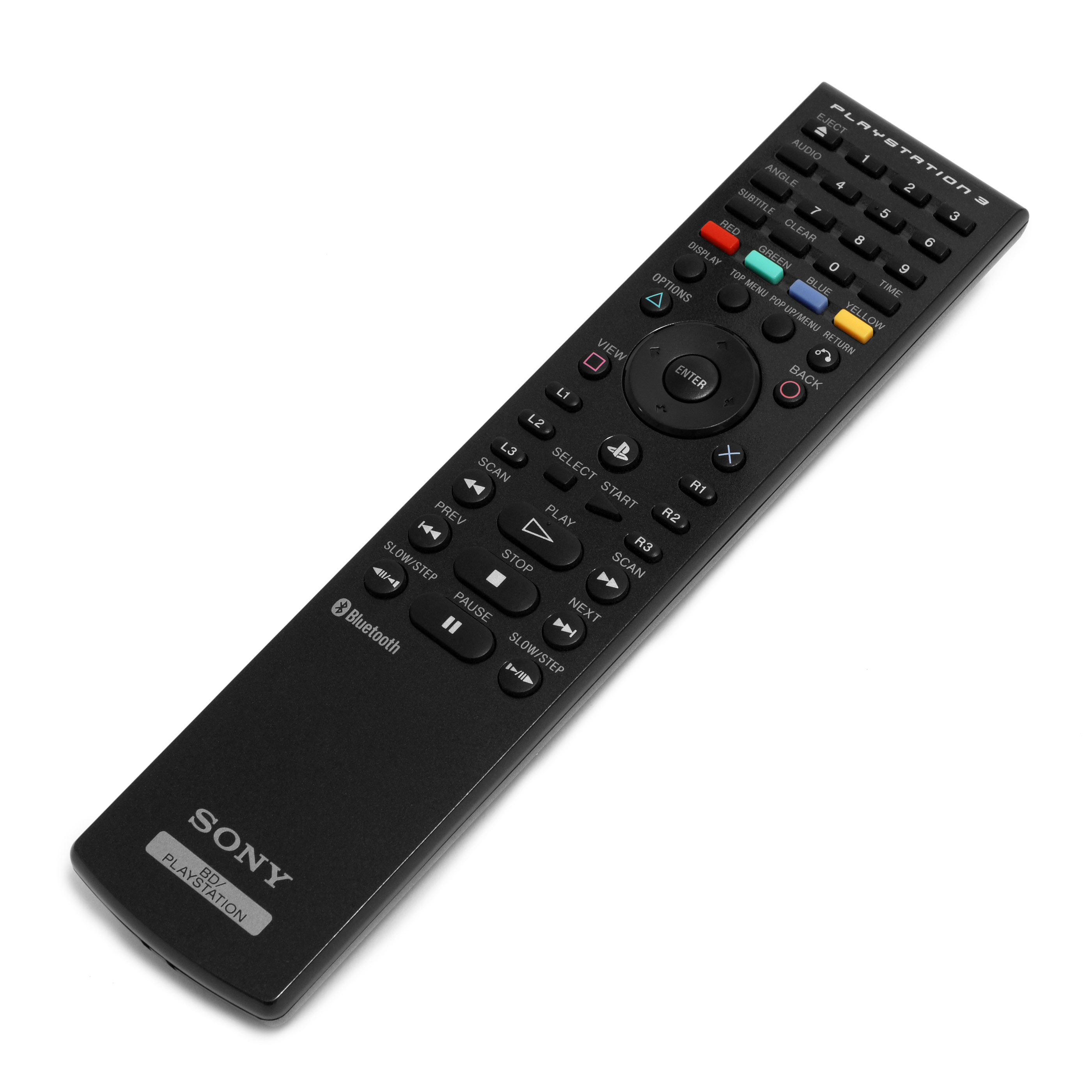
Telecomando

- Controller wireless (vedi la sezione Gamepad).
- Telecomando Bluetooth con cui gestire la visione di film in formato Blu-ray e in generale navigare meglio nelle funzioni multimediali della console.[55]
- Adattatore che permette, tramite una connessione USB 2.0, il trasferimento dei salvataggi presenti nelle Memory Card per PlayStation e PlayStation 2.
- Cavi per audio e video ad alta definizione (HDMI[56], component, audio digitale).[57]
- PlayStation Eye - telecamera progettata per PlayStation 3 che permette di effettuare chiamate video e audio con gli amici e consente di giocare ai titoli PS3 che ne supportano la funzione (per esempio EyePet).
- GunCon 3 - pistola di terza generazione per PS3, venduta con il gioco Time Crisis 4.
- PlayTV - sintonizzatore da collegare tramite connessione USB 2.0 alla PS3 che consente alla console di riprodurre e registrare programmi della TV digitale.
- Buzzer Buzz! wireless, si collegano alla PS3 tramite un connettore USB.
- Auricolare Bluetooth - auricolare ufficiale per PlayStation 3, dal 30 ottobre 2008 disponibile in tutto il mondo, ma aggiornato da poco alla versione successiva: la 2.0, che a differenza del primo, è più leggero e comodo. È disponibile da poco anche nel territorio europeo,[58][59][60][61] oltre che a quello statunitense.
- Tastiera Bluetooth da agganciare alla parte superiore del controller utile nelle chat testuali e per la navigazione in Internet.[62]
- Adattatore AC - permette di ricaricare qualsiasi periferica PS3 dotata di USB.
- Microfoni SingStar wireless - i classici microfoni Singstar in versione wireless.
- Volante da gara compatto.[63][64]
- PlayStation Move - periferica di controllo a distanza, affiancata dalla PlayStation Eye per realizzare un sistema di controllo 3D.
- Schermo 3D - lo schermo 3D di 24" consente di vedere due immagini diverse sullo stesso schermo, grazie agli appositi occhialini attivi.

#### Gamepad

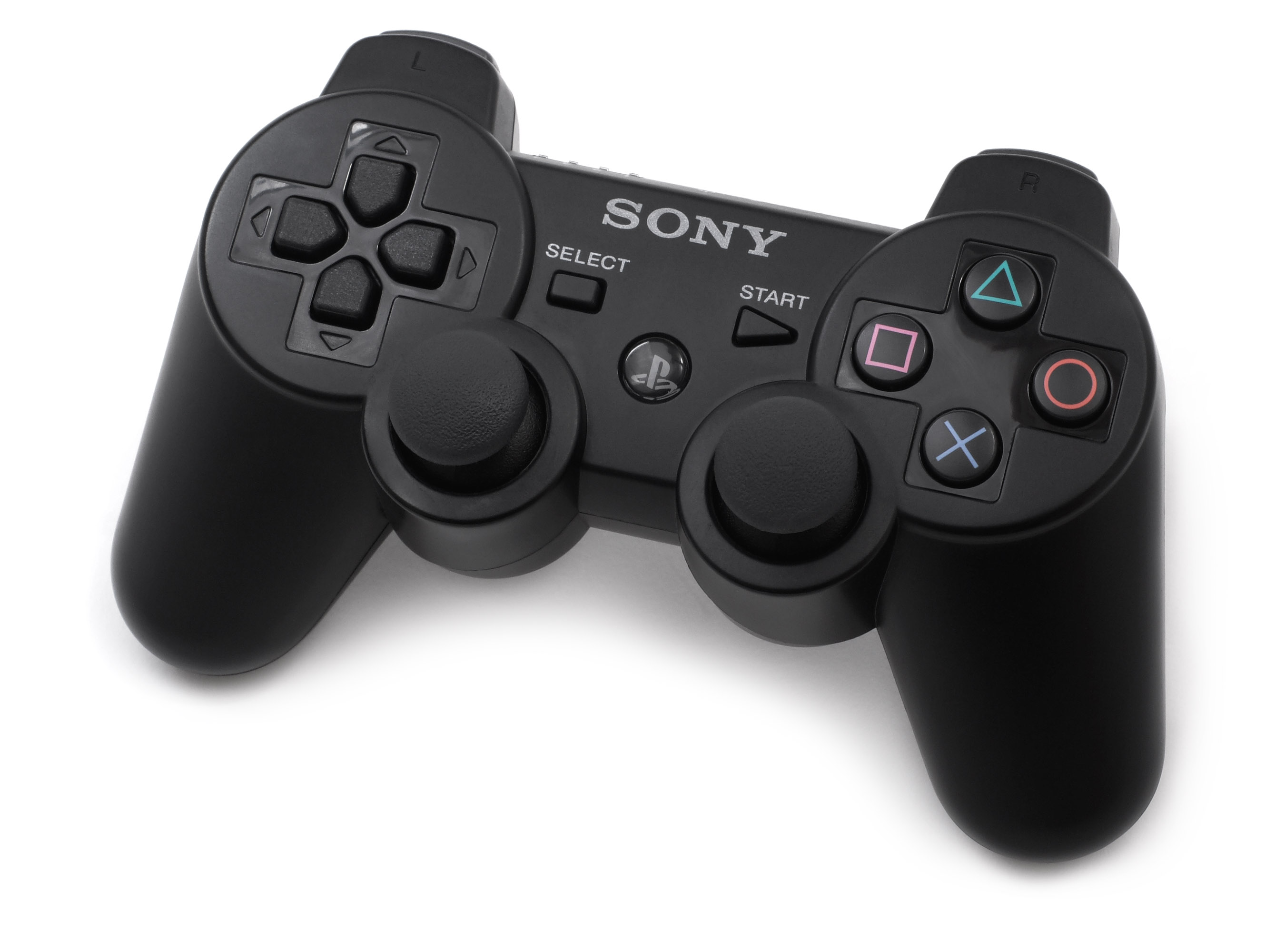
Controller Sixaxis

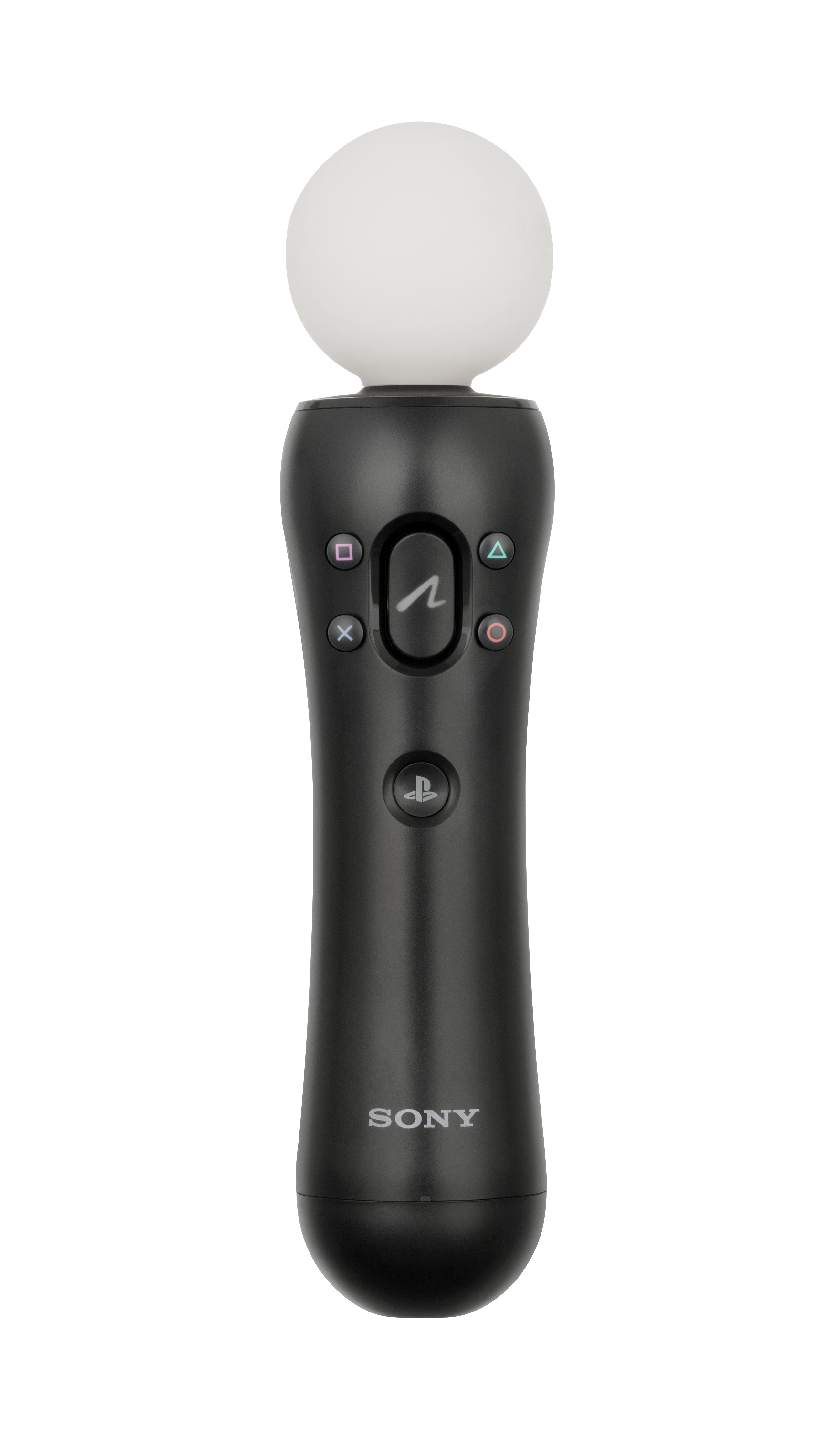
Controller di movimento "PlayStation Move"

Il primo gamepad, chiamato SIXAXIS, era stato originariamente progettato con un design completamente differente, che doveva scostarsi da quanto visto fino a quel momento, grazie a una forma più affusolata e tondeggiante. Al momento della sua presentazione è stato però accolto molto freddamente dalla critica internazionale, ed è stato subito oggetto di lamentele in merito alla stranezza e alla bassa ergonomia. Prima del lancio, Sony ha quindi provveduto a ridisegnarlo con un'estetica del tutto simile alle versioni precedenti DualShock e DualShock 2, dalle quali differisce prevalentemente per la trasformazione dei pulsanti R2 ed L2 in grilletti (come si può avere su una console Xbox 360), inoltre aumenta il livello di pressioni sui tasti frontali e dorsali (passando da 8 a 10 bit), altre novità, oltre ad abbandonare la connessione cablata alla console (poiché funzionante tramite la tecnologia Bluetooth), risulta più leggero (causa assenza della vibrazione) e incorpora un sensore di movimento a 6 assi (da cui prende il nome).
La console è inoltre in grado di gestire 7 diversi controller contemporaneamente, portando dunque il multiplayer off-line fino a un massimo di 7 giocatori (nei giochi in cui quest'opzione è disponibile come per esempio PES e FIFA).
A causa della delicatezza del SIXAXIS e per evitare di appesantirlo troppo, non meno che per strategie di mercato e per una serie di problemi giuridici, inizialmente non è stata inserita in esso la funzione di vibrazione, ma terze parti hanno realizzato dei controller senza filo provvisti di force feedback e Sony stessa ha presentato nell'ottobre 2007 un gamepad con la suddetta funzione, ribattezzato DualShock 3 e incluso di serie nei modelli più recenti della console a partire dal modello con hard Disk da 80 GB.
Verso gli ultimi mesi del 2010, Sony ha immesso nel mercato il suo controller di movimento chiamato PlayStation Move. Esso permette (tramite la telecamera PlayStation Eye) di giocare con determinati giochi usando il corpo. Sony inoltre sta lanciando sul mercato vari prodotti aggiuntivi per questo controller in modo da poter ampliare il numero di giochi supportati dalla periferica.

## Caratteristiche tecniche
- Central Processing Unit:[67]

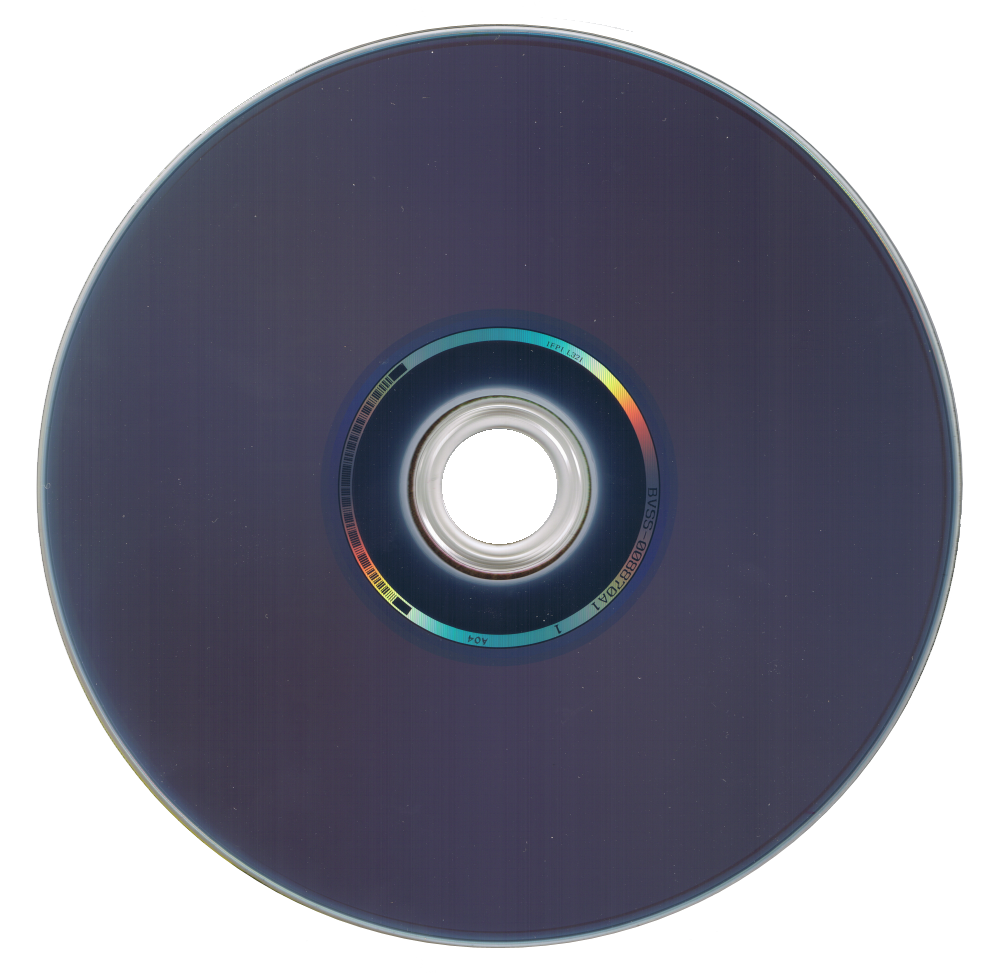
Retro di un disco Blu-Ray

  - Cell Broadband Engine da 260 milioni di transistor
  - 1 unità vettoriale VMX
  - 512KB cache di secondo livello
  - 7 x SPE @ 3.2 GHz (1 riservato per il sistema operativo, 1 per l'audio)
  - 7 x 128b 128 SIMD GPR
  - 7 x 256KB SRAM per ogni SPE
  - 256MB XDR RAM principale @3.2 GHz con larghezza di banda 25.6GB/s
  - Capacità matematica totale della CPU: 16 miliardi di operazioni al secondo
  - Performance complessiva: superiore ai 100 GigaFLOPS,[68] massimo teorico 218 GigaFLOPS[69]
Performance massima teorica: 250 GigaFLOPS[70]
- Graphics Processing Unit:[67]
  - RSX Reality Synthesizer da 300 milioni di transistor a 550 MHz/136 operazioni per ciclo
  - Pixel Shader Model 3.0
  - Rendering grafico di picco pari a minimo 1 miliardo di vertici al secondo (275 milioni di triangoli)
  - Ombreggiatura a 32 Shaders di tipo non-unificato[71]/ 24 samples per clock
  - 37[72] operazioni pipeline in virgola mobile per clock
  - 7[73] operazioni ALU pipeline per clock
  - Fillrate in pixel da 8.8 gigasample al secondo con MSAA 4x
  - Fillrate in texel da 13.2 gigatexel al secondo
  - 74.8 miliardi di operazioni shader al secondo (100 miliardi in cooperazione col Cell Broadband Engine)
  - 56 miliardi di operazioni in prodotto scalare
  - 256MB GDDR3 VRAM @700 MHz con larghezza di banda 22.4GB/s
  - Precisione HDR a 128 bit, per elaborare effetti luminosi dinamici nettamente superiori
  - 8 Render Output Unit
  - Performance complessiva dichiarata in virgola mobile: 400.86 GigaFLOPS
  - Risoluzioni:
Risoluzione Standard 480i/480p (NTSC) - 576i/576p (PAL/SÉCAM)
Alta Risoluzione 720p - 1080i - 1080p
- Sonoro:[67]
  - Dolby Digital 5.1, Dolby TrueHD, DTS-HD, LPCM, ecc. (generati dal Cell)
- Archiviazione
  - Hard Disk 2.5 pollici SATA[67][74] da 20 a 500 GB di capienza (di serie)
- Comunicazione[67]
  - Ethernet (10BASE-T, 100BASE-TX, 1000BASE-T) (Ix1/Ox2)
  - Wi-Fi IEEE 802.11 b/g
  - Bluetooth 2.0 (EDR)
  - 2 o 4 porte frontali USB 2.0
  - Lettore schede (solo nella versione da 60 GB)
    - Memory Stick PRO
    - Secure Digital
    - CompactFlash I/II
- Controller SIXAXIS o DualShock 3
  - Levette analogiche e tasti PlayStation[75]
  - Sensori di movimento triassiali con elaborazione integrata nel controller (senza utilizzo della CPU e del sistema.)[75]
  - Ricarica e uso attraverso USB[75]
  - Possibilità di connettere senza fili fino a 7 gamepad bluetooth[67]
  - Force Feedback (assente nelle prime versioni del sixaxis)
- Uscite Audio/Video[76]
  - HDMI: uscita HDMI revisione 1.4 x 1 (nei modelli da 20 a 160 GB Fat e 120, 250 GB Slim è emulata in HDMI 1.4 dal firmware 3.30 che offre funzioni 3D poiché i modelli precedenti non sono dotati del chip 1.4)
  - Risoluzione: 576i, 720p, 1080i, 1080p e permette l'upscaling per le basse risoluzioni
  - Analogico: AV MULTI OUT
  - Audio digitale: DIGITAL OUT (Uscita ottica)
- Unità Disco[76]
  - Riproduttore BD-ROM con controllo geografico per dischi PlayStation 3
  - Riproduttore BD-Video Region Free ** Velocità massima lettore
    - Blu-ray Disc 2x (9 MB/s)
    - DVD 8x (11 MB/s)
    - CD 24x (3,6 MB/s)

  - Dischi supportati
    - CD: PlayStation CD-ROM, PlayStation 2 CD-ROM, CD-DA, CD-DA (ROM), CD-R, CD-RW, SACD, SACD Hybrid (CD layer), SACD HD, DualDisc, DualDisc (audio side), DualDisc (DVD side)
    - DVD: PlayStation 2 DVD-ROM, PlayStation 3 DVD-ROM, DVD-Video, DVD-ROM, DVD-R, DVD-RW, DVD+R, DVD+RW
    - Blu-ray Disc: PlayStation 3 BD-ROM, BD-Video, BD-ROM, BD-R, BD-RE

## Problemi

### Problemi hardware

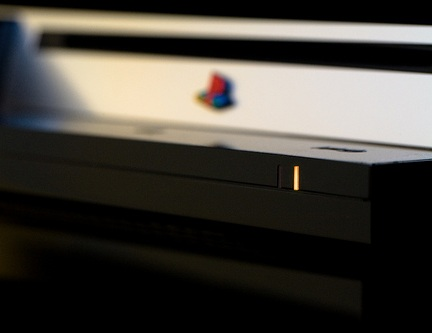
Lo Yellow Light of Death che affligge alcune console Fat PS3 e anche alcune CECH-20xx

Secondo Ars Technica, il numero di PlayStation 3 che hanno avuto problemi hardware rientra ampiamente entro i normali tassi di guasto del settore dell'elettronica di consumo.
Tuttavia, il programma televisivo della BBC Watchdog ha trasmesso una relazione istruttoria del presunto Yellow Led of Death o YLOD; il led giallo della morte (il led giallo indica un guasto hardware legato al surriscaldamento), problema che colpisce circa lo 0,5% delle PlayStation 3.
Il programma ha inoltre osservato che la PlayStation 3 ha una garanzia di un anno (tipico della maggior parte dei prodotti di elettronica di consumo negli Stati Uniti). Inoltre i proprietari della PS3 saranno in grado di pagare una tariffa prestabilita per rinnovare la console.
In risposta al tono del programma, Ray Maguire ha emesso un documento di critica verso il programma citando il tentativo potenziale di danno e di marca Sony PlayStation.

### Errore 8001050F
L'errore 8001050F riguardava la cattiva gestione, da parte dell'orologio interno alla console, del passaggio dal 28 febbraio 2010 al 1º marzo 2010, causando quindi errori nell'accesso e nell'aggiornamento dei trofei ottenuti durante le fasi di gioco. Nella XMB veniva erroneamente mostrata la data 31/12/1999, nonché l'orario errato. Erano immuni dal bug le versioni Slim della console e poche delle normali versioni.

### Errore 80010017
L'errore 80010017 produce una schermata contenente il testo Si è verificato un errore durante l'operazione d'avvio; una semplice sostituzione dell'ottica Blu-ray non basterà in quanto l'errore coinvolge problemi hardware della scheda di controllo del lettore. La causa specifica non è ancora stata individuata con precisione ma è possibile effettuare una migrazione della Flash NOR contenente dati univoci per ogni console su una scheda di controllo compatibile e risolvere definitivamente il problema.

### Attacchi al PlayStation Network
Il PSN ha subito, nella sua storia, ben due attacchi da parte di pirati informatici: uno nel 2011 e uno nel 2014.

## Critiche
- La versione firmware 3.21 ha rimosso l'opzione che consentiva di installare altri sistemi operativi, generando numerose polemiche, una class action e problemi a chi, per la ricerca, sfruttava questa possibilità.[82]
- La decisione di rimuovere la retrocompatibilità con i giochi per PlayStation 2 nei modelli più recenti della PlayStation 3 ha dato il via a numerose critiche in tutto il mondo, seguite da continue richieste su una sua possibile implementazione in queste versioni. In seguito, si vociferò un futuro aggiornamento che avrebbe attuato ciò, ma Sony ha successivamente confermato di non essere al lavoro per poterla reintrodurre e di non aver alcuna intenzione di cambiare strategia.
- Il DualShock 3 non è stato esente da critiche, soprattutto per quanto riguarda la posizione degli analogici e per la forma curva dei grilletti posteriori.

### Jailbreak e Custom Firmware

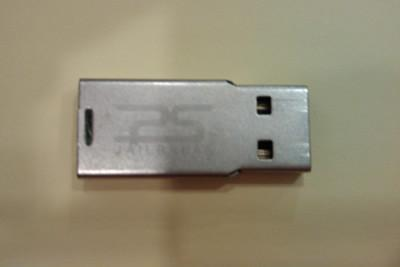
Una chiavetta USB PS Jailbreak

Nel 2010, Sony rilasciò un aggiornamento firmware (3.21) per la PlayStation 3, eliminando la possibilità di installare altri sistemi operativi come Linux, presumibilmente a causa di preoccupazioni per la sicurezza e la pirateria. Questo segnò l'inizio della pirateria sulla console, con hackers che svilupparono exploit per aggirare le misure di sicurezza e permettere l'esecuzione di software non autorizzato. Sony intraprese azioni legali contro gli hacker e distribuì aggiornamenti firmware per contrastare le vulnerabilità.
Nel 2011, la "scena jailbreak" continuò a sviluppare custom firmware, consentendo l'avvio di copie di backup. Sony rispose con cause legali e aggiornamenti firmware (come il 3.56) per risolvere le falle di sicurezza.
Nel 2019, una nuova falla nel browser webkit permise alla community di installare firmware modificati anche su modelli Slim e Super Slim, sfuggendo alle contromisure di Sony. Nuovi firmware ibridi furono sviluppati per ripristinare le falle nel sistema.
Nel 2020, Sony rilasciò la versione 4.87 del firmware, ma gli hacker adattarono rapidamente il firmware ibrido per mantenere la compatibilità con tutti i modelli di console.

## Videogiochi

### Titoli esclusivi
Titoli prodotti esclusivamente per PlayStation 3 (la lista può essere incompleta):
- Agent (Mai uscito)
- Afrika
- Another Century's Episode R
- Beyond: Due anime
- Bleach: Soul Resurrección
- Buzz! Quiz TV
- Dark Mist
- Dead Nation
- Demon's Souls
- Dust 514
- EyePet
- Fat Princess
- Flower (ripubblicato anche su IPad, IPhone, PS4, PS Vita e Windows)
- Folklore
- Formula One Championship Edition
- Full Auto 2: Battlelines
- God of War III (rimasterizzato per PS4 e PlayStation Now)
- God of War: Ascension
- God of War Collection (ripubblicato per PS Vita)
- Gran Turismo 5 Prologue
- Gran Turismo 5
- Gran Turismo 6
- Haze
- Heavenly Sword
- Heavy Rain (ripubblicato per Windows)
- Infamous
- Infamous 2
- JoJo's Bizarre Adventure: All Star Battle
- Killzone 2
- Killzone 3
- Lair
- Linger in Shadows
- LittleBigPlanet
- LittleBigPlanet 2
- LittleBigPlanet Karting
- LocoRoco Cocoreccho
- MAG
- Metal Gear Online
- Metal Gear Solid 4: Guns of the Patriots
- Metal Gear Solid: The Legacy Collection
- Mobile Suit Gundam: Target in Sight
- Mobile Suit Gundam: Battlefield Record U.C. 0081
- Mobile Suit Gundam Unicorn
- Mobile Suit Gundam: Battle Operation
- Mobile Suit Gundam Side Stories
- MotorStorm
- MotorStorm: Pacific Rift
- MotorStorm: Apocalypse
- Mushroom Wars (ripubblicato per IPad, Android e Windows)
- Naruto: Ultimate Ninja Storm
- Ninja Gaiden Sigma
- One Piece: Pirate Warriors
- One Piece: Pirate Warriors 2 (ripubblicato per PS Vita)
- PlayStation All-Stars Battle Royale
- PlayStation Move Heroes
- Puppeteer
- Ratchet & Clank: Armi di distruzione
- Ratchet & Clank: Alla ricerca del tesoro
- Ratchet & Clank: A spasso nel tempo
- Ratchet & Clank: Nexus
- Ratchet & Clank: QForce (ripubblicato per PS Vita)
- Ratchet & Clank: Tutti per uno
- Resistance: Fall of Man
- Resistance 2
- Resistance 3
- Ridge Racer 7
- SOCOM: Confrontation
- SOCOM 4
- Singstar
- Siren: Blood Curse
- Starhawk
- The Eye of Judgment
- The Ico & Shadow of the Colossus Collection
- The Jak and Daxter Trilogy
- The Last Guy
- The Last of Us (ripubblicato per PlayStation Now e rimasterizzato per PS4)
- The Ratchet & Clank Trilogy
- Time Crisis 4
- Twisted Metal
- Uncharted: Drake's Fortune (rimasterizzato per PS4)
- Uncharted 2: Il covo dei ladri (rimasterizzato per PS4)
- Uncharted 3: L'inganno di Drake (rimasterizzato per PS4)
- Untold Legends: Dark Kingdom
- Warhawk
- White Knight Chronicles
- White Knight Chronicles II
- WipEout HD (2008)
- Yakuza Kenzan
- Yakuza 3 (rimasterizzato per PS4, Xbox One, e Windows)
- Yakuza 4 (rimasterizzato per PS4, Xbox One, e Windows)
- Yakuza 5 (rimasterizzato per PS4, Xbox One, e Windows)
- Yakuza: Dead Souls